# My Knight and Me
My Knight and Me (Brasil: Meu Cavaleiro e Eu / Portugal: O Meu Cavaleiro e Eu) é uma série animada computadorizada francês-belga para crianças criadas por Joeri Christiaen. My Knight and Me foi exibido nos Estados Unidos, em 2 de janeiro e no Brasil, em 20 de fevereiro de 2017, às 17h15. Na Angola e Moçambique, foi exibido, em 1 de fevereiro de 2017. Em Portugal, foi exibido em 16 de dezembro de 2019 na RTP2 no programa infantojuvenil Zig Zag e em 23 de março de 2023 no Panda Kids.

## Enredo
Na trama, que é uma comédia medieval, Jimmy, o Escudeiro; Henri, o Cavaleiro e Cat, a princesa rebelde, vivem incríveis e engraçadas aventuras contra bruxas maléficas, dragões e ciclopes gigantes. Com o entusiasmo de Henri, a gentileza de Cat, e o raciocínio impecável de Jimmy, nossos heróis estão se preparando para tornar a Idade das Trevas um pouco menos escura e muito mais divertida.

## Personagens

### Principais
- Jimmy the Squire (EN)/Jimmy, o Escudeiro (BRA/PRT) - Ele é um garoto muito afiado. Pode ser pequeno, mas o que lhe falta é a força tem criatividade, determinação e inteligência.
- Henri the knight of Orange (EN)/Henri, o Cavaleiro Laranja (BRA) - O pai de Jimmy é entusiasta, idealista e generoso. É um coração de ouro de cavalheiro; mas muitas vezes ele age antes de pensar.
- Cat the Princess (EN)/Cat, a Princesa (BRA/PRT) - É a melhor amiga de Jimmy. Corajosa, lançada e independente. Cat acredita que as meninas são muito mais do que donzelas doces à espera de ser resgatado por cavaleiros de armadura brilhante.

### Secundários
- Queen (EN)/Rainha (BRA/PRT) - A mãe de Cat, de quem Cat está constantemente tentando esconder suas aventuras. Apesar de sua desaprovação aparente, a Rainha admitiu ser um admirador do Swan, um herói preto-adequado de seus dias mais novos.
- Knight of Red (EN)/Cavaleiro Vermelho (BRA/PRT) - Um cavaleiro que treina em preparação para cavalaria eventualmente; ele evoca como treinador estereotipada de ginásio e usa um apito que carrega com ele em todos os lugares.

## Elenco
| Personagem                 | Dublagem       | Dublagem        | Dobragem      |
| -------------------------- | -------------- | --------------- | ------------- |
| Jimmy, o Escudeiro         | Jules de Jongh | Gabriel Martins | Carla Mendes  |
| Henri, o Cavaleiro Laranja | David Gasman   | Nestor Chiesse  | Mário Dias    |
| Cat, a Princesa            | Kaycie Chase   | Giulia de Brito | Sissi Martins |
| Rainha                     | Jules de Jongh |                 |               |
| Cavaleiro Vermelho         | David Gasman   |                 |               |

## Episódios

### 1ª Temporada (2016-2017)
| # | #  | Título                      | Exibição original                            | Audiência (em milhões) |
| --- | -- | --------------------------- | -------------------------------------------- | ---------------------- |
| 1 | 1  | "How to Save a Princess"    | 2 de janeiro de 2017 20 de fevereiro de 2017 | 0.67                   |
| Quando Jimmy mostrar em um exercício sobre "como salvar uma princesa" de uma torre, Cat é sequestrado por Bad Jack.                                                       |    |                             |                                              |                        |
| 2 | 2  | "The Cat and the Swan"      | 2 de janeiro de 2017 21 de fevereiro de 2017 | 0.98                   |
| Para comemorar o Dragon New Year, Bad Jack planeja lançar Henri e Jimmy em um poço sem fundo.                                                                             |    |                             |                                              |                        |
| 3 | 3  | "Witch Hunters"             | 3 de janeiro de 2017 22 de fevereiro de 2017 | 0.83                   |
| Quando a bruxa maléfica transforma todos os cavaleiros em rãs, mas Henri, ele é o único que pode salvar o reino.                                                          |    |                             |                                              |                        |
| 4 | 4  | "Bad Bad Mandolin"          | 3 de janeiro de 2017 23 de fevereiro de 2017 | 0.82                   |
| Quando Jimmy perde o pretenso bandolim de seu pai, ele faz um acordo com uma bruxa para substituí-lo.                                                                     |    |                             |                                              |                        |
| 5 | 5  | "Epic Ballroom"             | 3 de janeiro de 2017 27 de fevereiro de 2017 | 0.78                   |
| Quando Jimmy e Lance brigam, fica no caminho deles servindo Henri e Wilfried na batalha e agora eles precisam aprender a trabalhar juntos, como parceiros.                |    |                             |                                              |                        |
| 6 | 6  | "Fashion Victims"           | 4 de janeiro de 2017 28 de fevereiro de 2017 | 0.78                   |
| Quando todo o reino está cegamente vendendo e usando a linha de roupas de Wilfried, Jimmy recusa, determinado a permanecer fiel à cor da sua família.                     |    |                             |                                              |                        |
| 7 | 7  | "Attack of the 50ft Squire" | 5 de janeiro de 2017 1 de março de 2017      | 0.63                   |
| Quando Jimmy achar que ele é pequeno demais para completar uma competição de escudeiro na aula de ginástica, ele brinca um gole da poção de crescimento mágico de Perlin. |    |                             |                                              |                        |
| 8 | 8  | "The Helmet of Epic"        | 5 de janeiro de 2017 2 de março de 2017      | 0.63                   |
| Jimmy recebe um capacete que vai fazer dele um super-guerreiro destemido (e impressionar seu pai), mas a engrenagem, acaba por ser um maldito "ímã problema".             |    |                             |                                              |                        |
| 9 | 9  | "The Challenge"             | 6 de janeiro de 2017 6 de março de 2017      | 0.87                   |
| Depois de um desafio imprudente, faz com que Jimmy e Lance sejam capturados por Bad Jack, Henri e Wilfried, devem se unir para salvar seus escudeiros.                    |    |                             |                                              |                        |
| 10 | 10 | "Queen's Guard"             | 6 de janeiro de 2017 7 de março de 2017      | 0.87                   |
| Depois de Jimmy e Cat param os ladrões de roubar a rainha, Cat se esconde para que sua mãe não descobrir que ela está abandonando a escola novamente.                     |    |                             |                                              |                        |
| 11 | 11 | "The Road Knight"           | 9 de janeiro de 2017 8 de março de 2017      | 0.66                   |
| Quando os ratos negros estão atacando todos os comboios que fornecem o reino, Henri é enviado com um supercarro para derrotá-los.                                         |    |                             |                                              |                        |

## Transmissão
| País                      | Canal                               | Data de estreia         | Referências |
| ------------------------- | ----------------------------------- | ----------------------- | ----------- |
| Bélgica ( Valônia)        | OUFtivi                             | 28 de agosto de 2016    | [ 14 ]      |
| Suíça                     | TSR2                                | 29 de agosto de 2016    | [ 14 ]      |
| Reino Unido · Irlanda     | Boomerang Reino Unido               | 1 de novembro de 2016   | [ 15 ]      |
| França                    | Télétoon+                           | 3 de novembro de 2016   | [ 14 ]      |
| África                    | Boomerang África                    | 5 de dezembro de 2016   | [ 16 ]      |
| Hungria · Roménia         | Boomerang Europa Central e Oriental | 12 de dezembro de 2016  | [ 17 ]      |
| Bélgica ( Flanders)       | Ketne/La Trois                      | 24 de dezembro de 2016  | [ 18 ]      |
| Estados Unidos            | Cartoon Network                     | 2 de janeiro de 2017    | [ 2 ]       |
| Espanha                   | Boing                               | 23 de janeiro de 2017   | [ 19 ]      |
| Angola · Moçambique       | Boomerang Portugal                  | 1 de fevereiro de 2017  |             |
| Polónia                   | Boomerang Polónia                   | 13 de fevereiro de 2017 | [ 20 ]      |
| América Latina            | Boomerang América Latina            | 20 de fevereiro de 2017 | [ 21 ]      |
| Brasil                    | Boomerang América Latina            | 20 de fevereiro de 2017 | [ 3 ]       |
| Austrália · Nova Zelândia | Boomerang Austrália                 | 4 de março de 2017      | [ 22 ]      |
| Portugal                  | RTP2                                | 16 de dezembro de 2019  | [ 4 ]       |
| Portugal                  | Panda Kids                          | 23 de março de 2024     | [ 5 ]       |